# Schera
Schera (in greco antico: Σχήρα) era una città elima situata nella Sicilia nord-occidentale, di incerta collocazione. Essa è citata Cicerone, da Plinio il Vecchio e da Claudio Tolomeo. I suoi abitanti si chiamavano Scherini.
Cicerone la menziona insieme a Cetaria, dicendo che Cetaria e Achera (Schera) sono due piccole città che furono depredate da Verre, nel I secolo a.C. Nel I secolo d.C. diventa civitas stipendiaria, come ricorda Plinio il Vecchio.
Grazie alle coordinate fornite da Tolomeo e alla ricerca archeologica, la città è stata collocata nella Sicilia nord-occidentale, a nord di Rocca di Entella.